# 도쿠야마
주식회사 도쿠야마(株式会社トクヤマ, Tokuyama Corporation)는 도쿄도 지요다구에 본사를 둔 일본의 종합화학 기업이다.

## 역사
- 1918년 - 일본소다공업을 설립하고,
- 1936년 - 도쿠야마 소다공업으로 사명을 변경하였다.
- 1949년 - 기업을 공개하였으며,
- 1949년 - 기업공개하였으며,
- 1994년 - 현 사명 및 CI를 변경한 후,
- 2005년 - 도쿠야마 병원(일본어판)을 경영으로 분리 시킨 뒤,
- 2008년 - 한국의 도쿠야마코리아를 설립했다.
- 2018년 - 창립 100주년을 맞이했다.